# Крушљевец (Пресека)
Крушљевец је насељено место у општини Пресека, Загребачка жупанија, Хрватска.

## Историја
До територијалне реорганизације у Хрватској био је у саставу старе општине Врбовец.

## Становништво
У попису становништва из 2011. Крушљевец је имао 104 становника.
| Број становника према пописима | Број становника према пописима | Број становника према пописима | Број становника према пописима | Број становника према пописима | Број становника према пописима | Број становника према пописима | Број становника према пописима | Број становника према пописима | Број становника према пописима | Број становника према пописима | Број становника према пописима | Број становника према пописима | Број становника према пописима | Број становника према пописима | Број становника према пописима |
| ------------------------------ | ------------------------------ | ------------------------------ | ------------------------------ | ------------------------------ | ------------------------------ | ------------------------------ | ------------------------------ | ------------------------------ | ------------------------------ | ------------------------------ | ------------------------------ | ------------------------------ | ------------------------------ | ------------------------------ | ------------------------------ |
| 1857                           | 1869                           | 1880                           | 1890                           | 1900                           | 1910                           | 1921                           | 1931                           | 1948                           | 1953                           | 1961                           | 1971                           | 1981                           | 1991                           | 2001                           | 2011                           |
| 101                            | 94                             | 129                            | 136                            | 187                            | 212                            | 275                            | 293                            | 311                            | 252                            | 235                            | 210                            | 145                            | 113                            | 87                             | 104                            |

Напомена: До 1900. исказивано под именом Крушљевац. Од 1910. до 1981. под именом Крушљевец Равенски.